# Avalha Lemosina
Avalha o Avalha Lemosina (en francès Availles-Limouzine) és un municipi occità, situat al departament de la Viena i a la regió de la Nova Aquitània. L'any 2007 tenia 1.312 habitants.

## Demografia

### Població
El 2007 la població de fet d'Avalha era de 1.312 persones. Hi havia 624 famílies de les quals 236 eren unipersonals (76 homes vivint sols i 160 dones vivint soles), 232 parelles sense fills, 120 parelles amb fills i 36 famílies monoparentals amb fills.
La població ha evolucionat segons el següent gràfic:
Habitants censats

### Habitatges
El 2007 hi havia 916 habitatges, 644 eren l'habitatge principal de la família, 198 eren segones residències i 74 estaven desocupats. 808 eren cases i 43 eren apartaments. Dels 644 habitatges principals, 434 estaven ocupats pels seus propietaris, 185 estaven llogats i ocupats pels llogaters i 25 estaven cedits a títol gratuït; 47 tenien una cambra, 43 en tenien dues, 103 en tenien tres, 201 en tenien quatre i 250 en tenien cinc o més. 517 habitatges disposaven pel capbaix d'una plaça de pàrquing. A 297 habitatges hi havia un automòbil i a 231 n'hi havia dos o més.

### Piràmide de població
La piràmide de població per edats i sexe el 2009 era:
| Homes | Edats   | Dones |
| ----- | ------- | ----- |
| 4     | 95 o +  | 4     |
| 0     | 90 a 94 | 12    |
| 12    | 85 a 89 | 28    |
| 16    | 80 a 84 | 28    |
| 36    | 75 a 79 | 56    |
| 76    | 70 a 74 | 52    |
| 56    | 65 a 69 | 60    |
| 44    | 60 a 64 | 52    |
| 12    | 55 a 59 | 44    |
| 32    | 50 a 54 | 16    |
| 48    | 45 a 49 | 32    |
| 36    | 40 a 44 | 40    |
| 40    | 35 a 39 | 28    |
| 40    | 30 a 34 | 48    |
| 32    | 25 a 29 | 28    |
| 16    | 20 a 24 | 12    |
| 40    | 15 a 19 | 36    |
| 28    | 10 a 14 | 36    |
| 32    | 5 a 9   | 36    |
| 20    | 0 a 4   | 24    |

## Economia
El 2007 la població en edat de treballar era de 690 persones, 476 eren actives i 214 eren inactives. De les 476 persones actives 428 estaven ocupades (236 homes i 192 dones) i 48 estaven aturades (22 homes i 26 dones). De les 214 persones inactives 95 estaven jubilades, 36 estaven estudiant i 83 estaven classificades com a «altres inactius».

### Ingressos
El 2009 a Avalha hi havia 625 unitats fiscals que integraven 1.289 persones, la mediana anual d'ingressos fiscals per persona era de 13.855 €.

### Activitats econòmiques
Dels 73 establiments que hi havia el 2007, 2 eren d'empreses alimentàries, 3 d'empreses de fabricació d'altres productes industrials, 18 d'empreses de construcció, 12 d'empreses de comerç i reparació d'automòbils, 2 d'empreses de transport, 6 d'empreses d'hostatgeria i restauració, 1 d'una empresa financera, 3 d'empreses immobiliàries, 13 d'empreses de serveis, 9 d'entitats de l'administració pública i 4 d'empreses classificades com a «altres activitats de serveis».
Dels 27 establiments de servei als particulars que hi havia el 2009, 1 era una oficina d'administració d'Hisenda pública, 1 gent-d'armeria, 1 oficina de correu, 1 una oficina bancària, 1 funerària, 3 tallers de reparació d'automòbils i de material agrícola, 5 paletes, 1 guixaire pintor, 3 fusteries, 3 lampisteries, 2 electricistes, 1 empresa de construcció, 1 perruqueria, 2 restaurants i 1 agència immobiliària.
Dels 4 establiments comercials que hi havia el 2009, 1 era una botiga de menys de 120 m², 1 una fleca, 1 una carnisseria i 1 una llibreria.
L'any 2000 a Avalha hi havia 55 explotacions agrícoles que ocupaven un total de 4.248 hectàrees.

## Equipaments sanitaris i escolars
El 2009 hi havia 1 farmàcia i 2 ambulàncies.
El 2009 hi havia 1 escola maternal i 1 escola elemental.

## Poblacions més properes
El següent diagrama mostra les poblacions més properes.